# Kirgizisztán az 1994. évi téli olimpiai játékokon
Kirgizisztán a norvégiai Lillehammerben megrendezett 1994. évi téli olimpiai játékok egyik részt vevő nemzete volt. Az országot az olimpián 1 sportágban 1 sportoló képviselte, aki érmet nem szerzett. Kirgizisztán önállóan először vett részt az olimpiai játékokon.

## Biatlon
Női
| Versenyző         | Versenyszám   | Lövőhiba    | Időeredmény | Helyezés |
| ----------------- | ------------- | ----------- | ----------- | -------- |
| Jevgenyija Roppel | 7,5 km sprint | 3 (1+2)     | 31:08,0     | 66.      |
| Jevgenyija Roppel | 15 km egyéni  | 5 (1+1+0+3) | 1:02:46,6   | 67.      |